# Inaruwa (Rautahat)
Inaruwa – gaun wikas samiti w środkowej części Nepalu  w strefie Narajani w dystrykcie Rautahat. Według nepalskiego spisu powszechnego z 2001 roku liczył on 621 gospodarstw domowych i 3694 mieszkańców (1781 kobiet i 1913 mężczyzn).